# Eumerus rufipilus
Eumerus rufipilus är en tvåvingeart som beskrevs av Peck 1969. Eumerus rufipilus ingår i släktet månblomflugor, och familjen blomflugor. Inga underarter finns listade i Catalogue of Life.